# Tokyo Jihen
Tokio Jihen (東京事変?), nombre inglés es Tokyo Incidents, es una banda japonesa formada en 2003 por la cantautora Ringo Shiina. El grupo se separó tras dar un último concierto el 29 de febrero de 2012 en el Nippon Budokan como parte de su gira  “Tokyo Jihen Live Tour 2012 Domestique Bon Voyage”. La banda se volvió a unir y publicó un nuevo sencillo el 1 de enero de 2020.

## Prehistoria
En 2003, Ringo Shiina fundó una banda de apoyo para sus conciertos.

## Historia
El 31 de mayo de 2004, Tokio Jihen declaró que trabajarán como banda permanente.
El 1 de julio de 2005, se anunció que HZM y Mikio Hirama dejaron Tokio Jihen.
El pianista, HZM volvió a su banda, y el guitarrista, Hirama abrió de nuevo su carrera solista.
Sin embargo, los nuevos miembros participaron en Tokyo Jihen inmediatamente para producir el segundo álbum.
El nuevo guitarrista es Ukigumo, y el nuevo teclista es Ichiyo Izawa.

## Integrantes
Ringo Shiina (椎名 林檎 Shiina Ringo?)
- Instrumentos: Vocalista, Guitarra eléctrica, Guitarra acústica, Piano, Melódica, Teclado electrónico, Mirlitón
- Shiina es la fundadora y la líder de este grupo. Ella escribe casi todas las canciones.

Seiji Kameda (亀田 誠治 Kameda Seiji?)
- Instrumentos: Bajo eléctrico, Contrabajo, Contrabajo eléctrico.
- Kameda es un productor discográfico japonés famoso, pero él se concentra en tocar el bajo en Tokio Jihen. Él produce muchos músicos tales como Ayaka, Akino Arai, Yui Aragaki, Angela Aki, Every Little Thing, Mikuni Shimokawa, Shikao Suga, Spitz, Sakura Tange, Tetsu69, Do As Infinity, NICO Touches the Walls, Ken Hirai, Ayaka Hirahara, Plastic Tree, Flow, Porno Graffiti, Chihiro Yonekura, Λucifer.

Toshiki Hata (刄田 綴色 Hata Toshiki?)
- Instrumentos: Batería, Percusión
- Hata participa en la grabación de muchos músicos.

Ukigumo (浮雲?) (desde 2005) 
- Instrumentos: Guitarra eléctrica, Guitarra acústica, Vocalista de fondo, Rap.
- Ukigumo tiene su propia banda; "Petrolz."

Ichiyou Izawa (伊澤 一葉 Izawa Ichiyou?) (desde 2005) 
- Instrumentos: Piano, Teclado electronic, Guitarra eléctrica, Vocalista de fondo.
- Izawa tiene su propia banda; "Appa." Él es también recientemente un miembro de la banda "the HIATUS" la cual es formada por Takeshi Hosomi que era el frontman de la banda "Ellegarden."

### Exintegrantes
HZM (H是都M H ZETT M?) o Masayuki Hiizumi (ヒイズミ マサユ機 Hiizumi Masayuki?) (hasta 2005)
- Instrumentos: Piano, Teclado electronic, Vocalista de fondo.
- HZM es originalmente un miembro de la banda de jazz instrumental japonesa, "PE' Z."

Mikio Hirama (ヒラマ ミキオ Hirama Mikio?) (hasta 2005)
- Instrumentos: Guitarra, Vocalista de fondo
- Hirama decidía a volver a un solo.

## Discografía
Artículo principal: Discografía de Shiina Ringo

### Álbumes de estudio
| # Álbum | Información                                                                                     | Listas de ventas | Copias vendidas |
| ------- | ----------------------------------------------------------------------------------------------- | ---------------- | --------------- |
| 1st     | Kyōiku (教育 Education?) - Lanzamiento: 25 de noviembre de 2004 - Sello: EMI Music Japan        | #2               | 391,000         |
| 2nd     | Otona (大人 Adult?) - Lanzamiento: 25 de enero de 2006 - Sello: EMI Music Japan                 | #1               | 294,000         |
| 3rd     | Goraku (娯楽 Variety?) - Lanzamiento: 26 de septiembre de 2007 - Sello: EMI Music Japan         | #2               | 175,000         |
| 4th     | Sports (スポーツ?) - Lanzamiento: 24 de febrero de 2010 - Sello: EMI Music Japan                | #1               | 177,000         |
| 5th     | Daihakken (大発見 Great Discovery?) - Lanzamiento: 29 de junio de 2011 - Sello: EMI Music Japan | #1               | 131,000         |

### Sencillos
| # Álbum | Información | Listas de ventas | Copias vendidas |
| ------- | --- | ---------------- | --------------- |
| 1st     | Gunjō Biyori (群青日和?) - Lanzamiento: 8 de septiembre de 2004 - Sello: EMI Music Japan                                                 | #2               | 203,000         |
| 2nd     | Sōnan (遭難?) - Lanzamiento: 20 de octubre de 2004 - Sello: EMI Music Japan                                                              | #2               | 123,000         |
| 3rd     | Shuraba (修羅場?) - Lanzamiento: 2 de noviembre de 2005 - Sello: EMI Music Japan                                                         | #5               | 110,000         |
| 4th     | O.S.C.A. - Lanzamiento: 11 de julio de 2007 - Sello: EMI Music Japan                                                                     | #2               | 58,000          |
| 5th     | Killer-tune (キラーチューン?) - Lanzamiento: 22 de agosto de 2007 - Sello: EMI Music Japan                                               | #5               | 51,000          |
| 6th     | Nōdōteki sanpunkan (能動的三分間?) - Lanzamiento: 17 de noviembre de 2009 - Sello: EMI Music Japan                                       | #1               | 69,000          |
| 7th     | Sora ga natteiru / Onna no ko wa dare de mo (空が鳴っている／女の子は誰でも?) - Lanzamiento: 11 de mayo de 2011 - Sello: EMI Music Japan | #6               | 54,000          |

### Descarga digital
1. Himitsu for DJ (23 de marzo de 2006)
2. Koi wa Maboroshi for musician (23 de marzo de 2006)
3. Tasogarenaki for mother (23 de marzo de 2006)
4. Shoujo Robot (30 de agosto de 2006)
5. Senkou Shoujo (21 de noviembre de 2007)
6. Tengoku e Yōkoso (28 de julio de 2010)
7. DOPA-MINT! (28 de julio de 2010)
8. Hansamu sugite (31 de agosto de 2011)
9. Tengoku e Yōkoso (Tokyo Bay Ver.) (21 de septiembre de 2011)

### Videos
Videoclips
1. Tokyo Incidents vol 1 (8 de diciembre de 2004)
2. Adult Video (23 de marzo de 2006)
3. Senkou Shoujo (21 de noviembre de 2007)
4. CS Channel (21 de septiembre de 2011)

Conciertos
1. Dynamite In (13 de julio de 2005)
2. Dynamite Out (17 de agosto de 2005)
3. Just Can't help it (6 de septiembre de 2006)
4. Spa & Treatment (26 de marzo de 2010/25 de agosto de 2010)
5. Ultra-C (25 de agosto de 2010)

### Disco de vinilo
1. Gunjou Biyori/Sounan (25 de noviembre de 2004)
2. Adult Video - Original Soundtrack (23 de marzo de 2006)
3. Variety - Zoukangou (23 de marzo de 2006)